# Minebea PM-9
La pistola metralladora Minebea PM-9, coneguda oficialment a les Forces d'Autodefensa del Japó (FADJ) com 9mm Machine Pistol (9mm機関拳銃, Kyumiri Kikan Kenjū) o com a pistola metralladora M9, és una arma japonesa. Basada en l'Uzi d'Israel, la PM-9 utilitza el mateix tipus de forrellat intern que la Uzi, però és diferent pel que fa a l'aparença exterior, l'ús i com fer-la servir.
Les FADJ utilitzen la PM-9 com la seva pistola metralladora oficial, encara que algunes unitats d'elit utilitzen altres armes. La 1a Divisió Aerotransportada Japonesa i el Regiment d'Infanteria de l'Oest són les úniques unitats d'elit japoneses, que se sàpiga, que utilitzen la PM-9 com la seva pistola metralladora principal. Se sap que la PM-9 es fa servir a les unitats d'elit de la Forces d'Autodefensa del Japó.

## Història

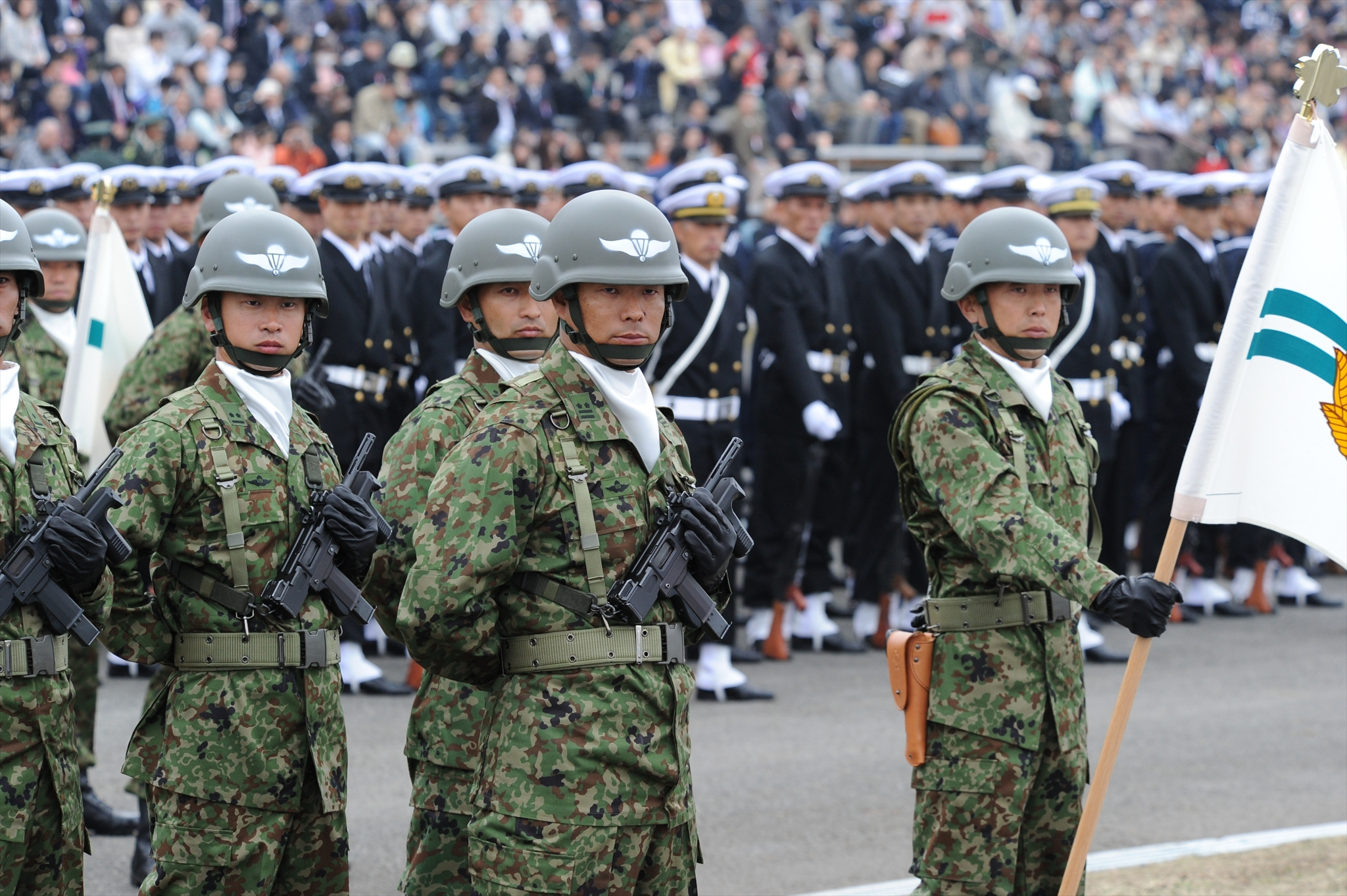
Paracaigudistes de la 1a brigada armats amb PM-9

La PM-9 és produïda per la companyia japonesa Minebea Co., també coneguda com a Minebea. El disseny està basat majoritàriament en la pistola Mini-Uzi. Va ser adoptada el 1990 per les forces militars que no estaven al front, com conductors, personal d'artilleria, i algunes de les seves forces especials, i a alguns oficials que necessitaven equipament nou i millor.
Encara que ha sigut la pistola oficial durant més d'una dècada, els oficials de les Forces d'Autodefensa del Japó estaven buscant algun possible substitut per a aquesta arma, probablement desqualificar-la en un futur. Un possible substitut és la Heckler & Koch MP5. Les tropes de la JSDF assignades a la defensa a la JMSDF (Japanese Maritime Self-Defense Forces, en anglès) i les de la JASDF ja han reemplaçat les seves MP-9 per altres pistoles metralladores més modernes o millors, i eventualment, la JGSDF anirà canviant i substituint les seves PM-9.

## Prestacions
La PM-9 té algunes característiques diferents a la seva versió israeliana, i és bastant diferent en aparença a aquesta. L'empunyadura està integrada al front del canó de l'arma, per ajudar a estabilitzar l'arma quan dispara en automàtic, i a més compta amb un supressor de flaix. L'arma també pot ser modificada per dur una culata, un supressor i una mira “rèflex”, però aquestes modificacions no són gaire comunes, ja que aquesta arma està fabricada per protegir i mantenir la pau, ja que aquestes activitats no involucren situacions de combat. Les parts inicials de la PM-9 eren fetes de fusta, com per exemple el mànec o l'empunyadura, abans que es passés a plàstic perquè la JSDF va decidir canviar-ho.

## Adopció
Van haver-hi diferents preguntes sobre per què fou adoptada la PM-9 per les tropes de la JSDF des de fa més d'una dècada, però es creu que la van escollir per les següents raons:
1. Minebea era capaç de crear una arma de qualitat, ja que també produeix la SIG Sauer P220 (Minebea P-9) sota llicència.
2. Era l'única arma que es podia produir amb l'equipament de Minebea.
3. A l'època d'escollir, la Uzi era una de les armes millor qualificades i més utilitzades, per les seves bones característiques.

Encara que es diu que aquestes eren les raons per les quals les JSDF van escollir-la, es deia que les raons per les quals es va escollir és perquè si agafaven, per exemple, la MP5, els preus serien molt més alts.